# Данько, Валентина Николаевна
Валентина Николаевна Данько (род. 20 марта 1935) — тепличница совхоза «Кировец» Новосибирского района Новосибирской области, полный кавалер ордена Трудовой Славы (199-).

## Биография
Родилась 20 марта 1935 года в Нарымском округе Западно-Сибирского края (ныне — территория Томской области).
С 1965 по 1990 год работала тепличницей в совхозе «Кировец» Новосибирского района Новосибирской области. Уже через 5 лет работы получила всеобщее признание, как большой мастер высоких урожаев. В 1974 году она была занесена в Книгу почёта совхоза.
Указами Президиума Верховного Совета СССР от 23 декабря 1976 года и от 6 июня 1984 года награждена орденами Трудовой Славы 3-й и 2-й степени.
Указом Президента СССР от 29 мая 1990 года за достижение высоких результатов в производстве, продаже и переработке сельскохозяйственной продукции на основе применения прогрессивных технологий и передовых методов организации труда Данько Валентина Николаевна награждена орденом Трудовой Славы 1-й степени. Стала полным кавалером ордена Трудовой Славы.
С 1990 года — на пенсии.

## Награды
Награждена орденами Трудовой Славы 1-й, 2-й, 3-й степеней:
3 ст. 23.12.1976 № 290441
2 ст. 06.06.1984 № 11152
1 ст. 29.05.1990 № 721
- медалями, а также медалями ВДНХ СССР, знаками «Ударник пятилетки», «Победитель социалистического соревнования»[1].